# Diodontus
Diodontus is een geslacht van vliesvleugelige insecten van de familie van de graafwespen (Crabronidae).

## Soorten
- D. bejarensis Gayubo, 1982
- D. brevilabris Beaumont, 1967
- D. crassicornis Gribodo, 1894
- D. freyi Bischoff, 1937
- D. handlirschi Kohl, 1888
- D. hyalipennis Kohl, 1892
- D. insidiosus Spooner, 1938
- D. luperus Shuckard, 1837
- D. major Kohl, 1901
- D. medius Dahlbom, 1844
- D. minutus (Fabricius, 1793)
- D. oraniensis (Lepeletier, 1845)
- D. tristis (Vander Linden, 1829)
- D. wahisi Leclerc, 1974